# Петрешты (станция)
Петрешты, ж/д станция (рум. Petreşti, stație de cale ferată) — село и железнодорожная станция в Унгенском районе Молдавии. Наряду с сёлами Петрешты и Меделены входит в состав коммуны Петрешты.

## География
Станция расположена на высоте 91 метр над уровнем моря.

## Население
По данным переписи населения 2004 года, на станции Петрешть проживает 15 человек (7 мужчин, 8 женщин).
Этнический состав:
| Национальность | Число жителей | Процентный состав |
| -------------- | ------------- | ----------------- |
| молдаване      | 14            | 93,33             |
| украинцы       | 1             | 6,67              |
| Всего          | 15            | 100 %             |